# Le Poème de l’Extase

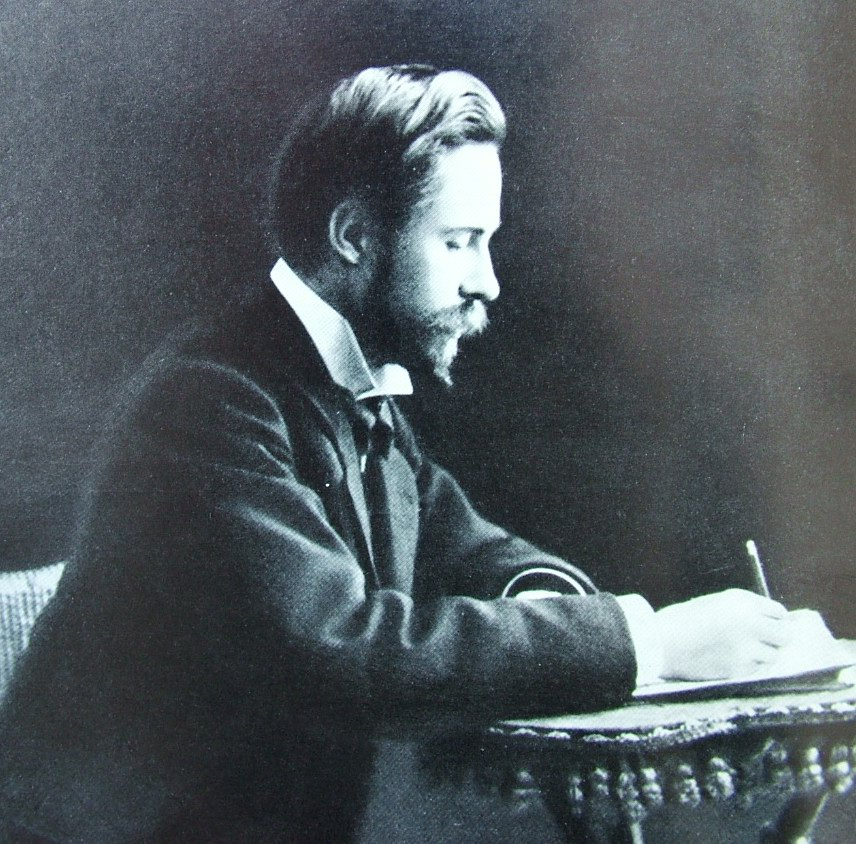
Alexander Skrjabin im Jahr 1905

Le Poème de l’Extase ist ein großbesetztes Orchesterwerk des russischen Komponisten Alexander Skrjabin, das 1908 als dessen op. 54 veröffentlicht wurde (und zugleich auch der Titel eines etwa zeitgleich entstandenen Gedichts von Skrjabin).

## Entstehung
1904 begann Skrjabin mit dem Entwurf eines Gedichtes, das in Verbindung zu der kurz darauf begonnenen Komposition steht (ohne dass diese den Verlauf direkt nachzeichnet), und denselben Titel „Le Poème de l’Extase“ trägt (vorübergehend war als Titel „Poème orgiaque“ vorgesehen). Das rund 370 Zeilen umfassende Gedicht wurde 1906 in Genf – Skrjabin hielt sich in dieser Zeit vorwiegend am Genfersee auf – im Selbstverlag publiziert. Inhaltlich korrespondiert es mit den philosophischen Spekulationen Skrjabins, die durch Nietzsche, die Theosophie und ein zunehmend solipsistisches Weltbild geprägt wurden. Dem Symbolismus nahestehend, schildert es Auseinandersetzungen des für Freiheit und Liebe eintretenden, schöpferischen Geistes mit Schreckensgestalten, dann – zunehmend in direkter Rede – die Rolle des „Ich“, durch welches die gesamte Menschheit in Ekstase erlöst wird. Anfang und Schluss lauten in deutscher Übersetzung:
Der Geist,
Vom Lebensdurst beflügelt,
Schwingt sich auf zum kühnen Flug
[…]
Und es hallte das Weltall
Vom freudigen Rufe
Ich bin !
Skrjabin wollte den Text zunächst der Partitur beifügen – die Musik entstand zwischen 1905 und Januar 1908 –, kam wieder davon ab, um die Autonomie der Musik zu bekräftigen, wünschte sich dann jedoch, dass der Gedichttext bei Aufführungen verkauft werden sollte. 1908 erschien das Werk als Skrjabins op. 54 im Verlag M. P. Belaieff in Leipzig und St. Petersburg unter dem Titel: „Le Poème de l’Extase. Le Texte et la Musique par A. Scriabine.“

## Instrumentation
Die Partitur sieht folgende Besetzung vor: Piccolo, 3 Flöten, 3 Oboen, Englischhorn, 3 Klarinetten, Bassklarinette, 3 Fagotte, Kontrafagott, 8 Hörner, 5 Trompeten, 3 Posaunen, Tuba, Pauke, Große Trommel, Becken, Tamtam, Triangel, Glocke, Glockenspiel, Celesta, 2 Harfen, Orgel und Streicher.
Mit diesem Orchesterapparat kann Le Poème de l’Extase in eine Reihe mit Werken anderer Komponisten gestellt werden, die immer größere Besetzungen verlangten, womit sie die traditionellen Größen des Sinfonieorchesters erheblich erweiterten, und gleichfalls kurz vor und/oder um die Wende zum 20. Jahrhundert entstanden (etwa alle Mahler-Sinfonien, davon am größten besetzt die 8. Sinfonie, Also sprach Zarathustra, Don Quixote, Ein Heldenleben oder Eine Alpensinfonie von Richard Strauss), eine Tendenz, die zu diesem Zeitpunkt bereits mehrere Jahrzehnte existierte und sich z. B. bereits an den späten Sinfonien von Anton Bruckner zeigen lässt.

## Charakterisierung
Die Spieldauer des einsätzigen, 605 Takte umfassenden Werkes (Skrjabin hatte es zeitweilig auch als seine „4. Sinfonie“ bezeichnet) beträgt etwa 18 bis 24 Minuten. Zugrunde liegt eine frei gehandhabte Sonatenhauptsatzform, wobei sich Introduktion, Exposition, Durchführung, Reprise, Zweite Durchführung und Coda differenzieren lassen.
Die Komposition, eröffnet durch eine von der Flöte vorgestellte, von Skrjabin selbst als „Thema der Sehnsucht“ bezeichnete Figur, enthält 7 Themen (manche Analysen machen sogar mindestens 11 verschiedene thematische Gestalten aus). Diese überlagern sich in den Durchführungsteilen der stark polyrhythmischen Komposition zwar in komplexer Weise, erfahren jedoch keine eigentliche Weiterentwicklung. Dies korrespondiert mit einer kühnen Harmonik, die durch alterierte Akkorde geprägt ist, die zumeist unaufgelöst bleiben (und in Skrjabins nächstem Orchesterwerk „Prometheus“ in eine fixierte Akkordstruktur, den sogenannten „Mystischen Akkord“, einmünden werden). Besondere Rolle im farbig-irisierenden Klangbild der Komposition gewinnt ein quartendominiertes, von der Trompete intoniertes „Thema der Selbstbehauptung“. Dieses Thema erklingt  in der Schlussapotheose in den 8 Hörnern und der 1. Trompete über einem flächigen C-Dur-Orgelpunkt. Das Werk wirkt wie ein stetiges, nur von der Coda kurz unterbrochenes Crescendo, enthält jedoch auch transparent instrumentierte Passagen.
Die sozialistische Geschichtsschreibung stellte die in Gedicht und Komposition beschworene „Ekstase“ in engen Zusammenhang mit dem Geist der sich ankündigenden Oktoberrevolution. Tatsächlich hatte Skrjabin am Genfersee Kontakt mit dem Marxisten Plechanow und plante vorübergehend, die erste Zeile der Internationale über sein Werk zu setzen, kam allerdings bald wieder davon ab, als er erkannte, dass die revolutionären Ereignisse in Russland seinen eigenen, philosophisch-künstlerischen Vorstellungen nicht entsprachen. Andererseits wird auch eine bloße Reduktion auf die – zweifellos vorhandenen – sinnlich-erotischen Allusionen (die Komposition ist angereichert mit Vortragsbezeichnungen wie „très parfumé“, „presque en délire“ oder „avec une volupté de plus en plus extatique“; Rimski-Korsakow, dem Skrjabin das Werk vor der Uraufführung auf dem Klavier vorgespielt hatte, bezeichnete es als „obszön“) dem Werk nicht gerecht.

## Uraufführung und Rezeption
Die Uraufführung am 10. Dezember 1908 in New York spielte das Russian Symphony Orchestra unter Leitung von Modest Altschuler, eines ehemaligen Studienfreundes von Skrjabin, der dieses Orchester in den USA gegründet hatte (der Komponist war bei der Uraufführung allerdings nicht anwesend). Ursprünglich war die Uraufführung in St. Petersburg geplant, doch der vorgesehene Dirigent Felix Blumenfeld kapitulierte zunächst vor den Schwierigkeiten der komplexen Partitur. Die russische Erstaufführung erfolgte am 19. Januar 1909 unter Leitung von Hugo Warlich in St. Petersburg, und 12 Tage später dirigierte schließlich auch Blumenfeld dort das Werk.
Während die New Yorker Uraufführung in der Presse kaum Resonanz fand, wurde die russische Erstaufführung des bereits als Avantgardisten bekannten Skrjabin erheblich stärker wahrgenommen. Prokofjew schrieb in seinem Tagebuch: Mjaskowski und ich hatten Sitzplätze nebeneinander und verschlangen das „Poème de l’extase“ mit größtem Interesse, obwohl wir an manchen Stellen von der Neuheit der Musik geradezu verwirrt waren. Das Russische Wort schrieb: Einen mächtigen Eindruck machte das neue symphonische Werk Poème de l'Extase, das gedanklich kühnste und in seiner Orchestration komplexeste Werk der zeitgenössischen Musik, nicht ausgenommen Richard Strauss.
Auch in Deutschland wurde das Werk bald aufgeführt. 1924 schrieb der deutsche Musikwissenschaftler Adolf Aber in einem Partiturvorwort: Mit diesem Werk reiht sich Skrjabin den ganz großen Sinfonikern, die unsere Musikgeschichte kennt, würdig an.
Der US-amerikanische Schriftsteller Henry Miller schrieb in seinem autobiographischen Roman „Nexus“ unter dem Eindruck des Werks: Es war wie ein Eisbad, Kokain und Regenbogen.
„Le Poème de l’Extase“ op. 54 wurde zu einem der bekanntesten Werke Skrjabins. Mehrere CD-Einspielungen, zumeist durch russische Orchester, liegen vor.